# Фінсько-естонське оборонне співробітництво

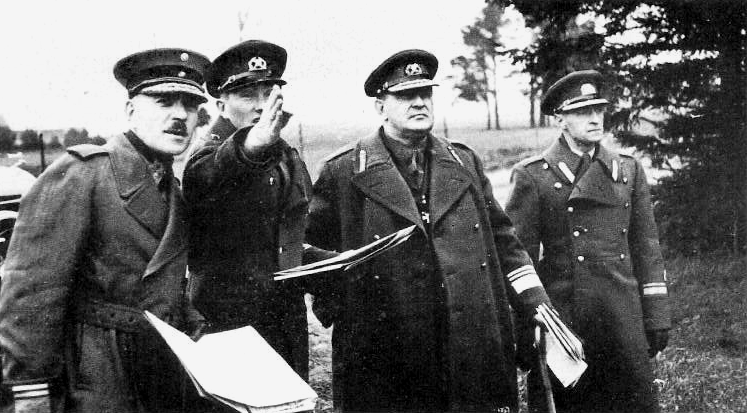
Начальник Генерального штабу Фінляндії Леннарт Еш (зліва) спостерігає за військовими навчаннями естонської армії в жовтні 1938 року. Естонський начальник Генерального штабу Микола Рік - другий справа.

Фінсько-естонське оборонне співробітництво розпочалось у 1930 році таємним військовим пактом між Фінляндією та Естонією проти загрози Радянського Союзу. Відкрите співробітництво закінчилось у 1939 році, коли Ради чинили тиск на уряд Естонії, але воно продовжувало таємно обмінюватися інформацією під час Зимової війни. 

## Передумови

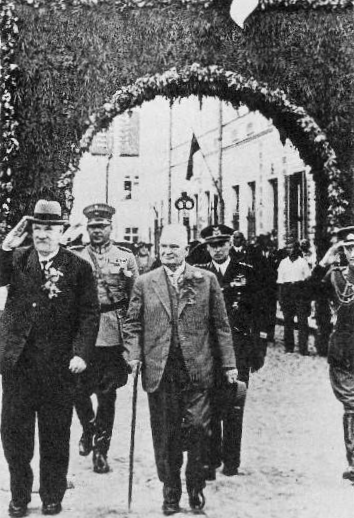
Президент Фінляндії Пер Евінд Свінхуфвуд (зліва) та президент Естонії Костянтин Пятс (посередині) у місті Нарва в 1936 році. Державні візити планували щороку. Найважливішим питанням переговорів було військове співробітництво.

Витоки оборонного співробітництва лежали в країнах Балтійської Антанти 20-х років. Практичне співробітництво розпочалося з ініціативи фінського генерального штабу в лютому 1930 р. В Таллінні, а перші спільні військові ігри відбулися в 1933 р. Офіційно обидві країни були нейтральними, але за лаштунками відносини були більш складними. Наприклад, нацистська Німеччина в 1937 р. Безуспішно запропонувала Естонії таємний військовий союз 
Фінляндія розпочала співпрацю лише з власних оборонних причин, хоча обидві країни говорять на фінських мовах і є сусідами. У планах оборони були Фінляндія, яка розпочала масовий штурм Ленінграда, якщо СРСР розпочне війну проти обох країн. Однак план також вимагав би участі Латвії, і за словами фінського військового керівника Карла Густава Еміля Маннергейма, країнам потрібна була б стороння допомога Ліги Націй. Фінляндія не могла направити війська безпосередньо до країн Балтії, але спільний штурм був би можливий через Карельський перешийок та / або з Польщі. 

## План блокади Фінської затоки
До 1930-х років оборонне співробітництво між Фінляндією, Польщею, Естонією, Литвою та Латвією базувалося на політиці Edge State. У 30-х роках співпраця зменшилася, оскільки Фінляндія та Естонія розпочали практичний військовий діалог. Як фінська політика нейтралітету, так і офіційний тренд у північних країнах тримали пакт про співпрацю в таємниці.
Скандинавська тенденція офіційно не дозволяла шведській участі в управлінні безпекою Фінської затоки. Однак за лаштунками генеральний штаб Швеції та Фінляндії в 1929 році таємно домовився про план блокування Затоки. Швеція погодилася, що спочатку запропонує Естонії план блокади в 1930 році. Офіційно Швеція не буде брати участі у співпраці, але вона буде забезпечувати матеріальними та допоміжними військами, якщо Радянський Союз нападе. 

## Прибережна артилерія
Практичні заходи Фінляндії та Естонії базувались на системі Військово-морської фортеці Петра Великого, що дозволяла надводним кораблям та вогню прибережної артилерії запобігати можливим рухам радянського Балтійського флоту.  Після того, як російсько-імперський балтійський флот був в основному знищений в російсько-японській війні 1905 року, Росія прагнула компенсувати втрати кораблів флоту з 1912 року, посиливши прибережну артилерію на березі Фінської затоки. Метою було побудувати шквал проти потенційного вторгнення німецького флоту вздовж затоки до Санкт-Петербурга, тодішньої столиці Росії. По обидва боки затоки були встановлені прибережні масиви 12-дюймових морських гармат.
Оборонне співробітництво мало на меті запобігти доступу радянських суден через Затоку до Гельсінкі та Талліну за допомогою мін, прибережної артилерійської стрільби та підводних човнів. В результаті Фінляндія переробила свою важку прибережну артилерію та фортеці, пристосувавши 305 мм снарядів, щоб надати їм більшу дальність, забезпечуючи тим самим повне артилерійське покриття між Макілуото у Фінляндії та Найссаром в Естонії. Перші спільні військові навчання були проведені в 1936 р. 

## Підводні човни

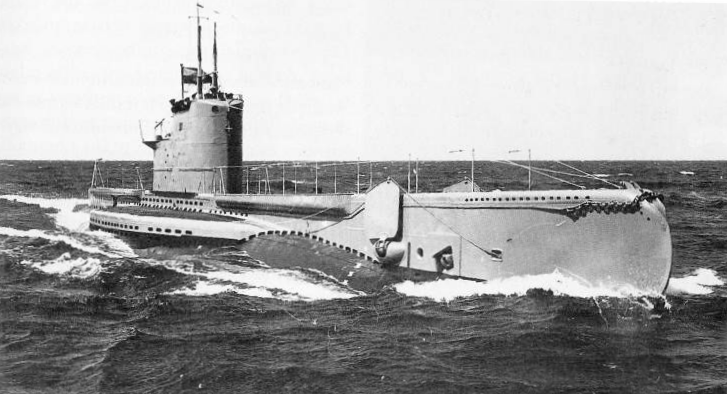
Естонські підводні човни " Калев" і " Лембіт" були виготовлені у Великій Британії і розпочали експлуатацію навесні 1937 року.

Спільне розміщення підводних човнів було частиною плану блокади Фінської затоки. Естонська програма для підводних човнів була дорогою; ВМС Естонії навіть довелося продати два есмінці в 1933 році, щоб мати можливість фінансувати дві нові підводні човни, запущені ним в 1937 році. Естонські підводні човни встановили такі ж торпеди та міни, що і їхні фінські колеги, а естонські офіцери флоту навчалися на фінських підводних човнах. 

## Радіорозвідка та Зимова війна
Під час Зимової війни Естонія була формально нейтральною, але вона повинна була дозволити Радянському Союзу створити військові бази та розмістити війська на своїй землі. З військових баз Радянський Союз здійснив нальоти на Фінляндію.
В рамках співпраці прибережної артилерії країни мали спільну систему управління вогнем, пов'язану підводним радіокабелем. Раніше естонцям вдалося розшифрувати радянський секретний радіокодекс і вони мали доступ до військового радіозв'язку. Під час Зимової війни естонські військові співробітники передавали фінам цілком секретну інформацію про пересування радянських військ.

## Наслідки
Фінсько-естонський оборонний пакт залишався секретом протягом десятиліть і не з’явився на світ, поки естонський та російський архіви не були відкриті в 90-х роках. Фінські архіви з цього питання були перевезені за межі країни або знищені після війни, що тривала. 